# Laura Robson
Laura Robson, född 21 januari 1994 i Melbourne, Australien, är en brittisk tidigare professionell tennisspelare. Hon debuterade på International Tennis Federation (ITF) Junior Tour 2007, och ett år senare vann hon flicksingeln i  Wimbledon 2008 vid fjorton års ålder. Som junior nådde hon också finalen i flickornas singelturnering i Australian Open år 2009 och finalen i flickornas singel i samma turnering året efter. Hon vann sin första professionella turnering i november 2008. Den 8 juli 2013 hade Robson sin högsta ranking på WTA singelrankningslista på plats 27. Hon vann en silvermedalj med Andy Murray i mixed dubbel i OS 2012.
Robson har spelat minst en gång i varje  Grand Slam; hennes största framgång kom vid 2012 års US Open där hon tog sig till den fjärde omgången. Därmed blev hon den första brittiska kvinnan sedan Samantha Smith i 1998 års Wimbledon som nådde den fjärde omgången av en stor turnering. Vid Guangzhou International Women's Open samma år blev Robson den första brittiska kvinnan sedan Jo Durie år 1990 att nå en WTA Main-final.

## Uppväxt
Robson föddes den 21 januari 1994 i Melbourne, Australien. Robson och hennes familj flyttade från Melbourne till Singapore när hon var 18 månader gammal, och sedan till Storbritannien när hon var sex år. Enligt hennes föräldrar började hon spela tennis "så snart hon kunde hålla i ett tennisracket". Hon gick med i junior Tennis Academy när hon var sju år. Efter att ha arbetat med flera tränare, valde hon Martijn Bok som sin tränare år 2007. Bok har sagt att även om Robson "hade problem med att hålla känslorna under kontroll", såg han genast en stor potential i henne.

## Juniorkarriär
Robsons första turnering på Junior ITF tour var i maj 2007, där hon tog sig till kvartsfinal. Hon nådde finalen i två andra turneringar under 2007 och vann sin första turnering i oktober samma år. Under första halvåret 2008 nådde Robson finalen i tre turneringar, men åkte också ut innan den tredje rundan i tre raka turneringar. Robsons första junior grandslam var flicksingeln i  Wimbledon 2008. Hon var den yngsta spelaren i turneringen. Trots detta vann hon hela turneringen och blev då den första kvinnliga brittiska tennisspelaren att vinna en junior grand slam sedan 1984. Detta gav henne ett stort lyft bland medierna i Storbritannien. Året därpå, 2009, tog hon sig till final i flicksingel för  Australiska öppna men förlorade där med 6–3, 6–1 mot Ksenia Pervak. Detta år började hon fokusera mera på sin seniorkarriär. Detta gjorde att hon gick in oseedad i 2009 års US Open i flicksingel. Trots detta tog hon sig till semifinal. År 2010 tog hon sig till final i flicksingel i Australiska Öppna och till semifinal i flicksingel i Wimbledon.

## Professionell karriär

### 2008
Robson gjorde debut på ITF senior tour i Limoges, Frankrike. Hon fick ett wildcard i en ITF-turnering i Shrewsbury, Storbritannien. Efter att bland annat vunnit över 2007 års vinnare av Wimbledon i flicksingel Urszula Radwanska tog hon sig till semifinal där hon förlorade efter tre set. Hon fick ännu ett wildcard i en $ 50 000-turnering i Barnstaple, Storbritannien, men besegrades där av Angelique Kerber, som senare berömde Robson för hennes spel. 
Hennes första match på WTA-touren var i 2008 års Fortis Championships i Luxemburg. Hon kom med tack vare ett wildcard men åkte ut direkt i första omgången mot Iveta Benesova. Sin första ITF-titel tog hon i en $ 10 000 turnering  i Sunderland, England. Detta gjorde hon vid en ålder av 14 år och 9 månader.

### 2009
Robson fick till detta år ett Wildcard till Damsingeln i Wimbledon 2009. Hon fick möta Daniela Hantuchová i första omgången men förlorade. Hon spelade även i dubbelturnering med Georgie Stoop. De gick vidare till andra omgången men föll där mot Svetlana Kuznetsova och Amélie Mauresmo. I augusti 2009 fick Robson ett wild card till 2009 års US Open  kvalturnering. Där förlorade hon i den sista rundan mot Eva Hrdinová.

### 2010
Robson började 2010 spela med Andy Murray i Hopman Cup. Detta var Storbritanniens första lag i turneringen sedan 1992. Tillsammans med Murray tog hon sig till finalen mot Spanien men förlorade den matchen. Hon fick sedan ett wildcard till Australiska öppna kvalificeringsrunda. Hon förlorade i den andra rundan. Hon fick dock ett wildcard till huvudturneringen fast i dubbeln. Där spelade hon med Sally Peers och de tog sig till kvartsfinalen där de förlorade mot Marija Kirilenko och Agnieszka Radwańska. 
Hon tog sin första vinst i WTA-touren i Aegon Classic efter att hennes motståndare fått utgå i andra set. Robson fick ett wild card till Wimbledons Damturnering men förlorade direkt. Den 21 september meddelade Robson att hon skulle avsluta sitt samarbete med sin tränare Martijn Bok eftersom Bok inte kunde hålla uppe med hennes schema 2011.

### 2011
Inför 2011 anställde Robson en ny tränare, fransmannen Patrick Mouratoglou. Hennes säsong stördes av skador. Robson sa upp sitt samarbete med Mouratoglou strax före 2011 års Wimbledon. Hon fick ännu en gång ett wild card till denna turnering och tog sin första seger i en Grand Slam när hon besegrade Angelique Kerber i första omgången i huvudturneringen, men förlorade sedan mot Marija Sjarapova i den andra omgången.
I US Open vann Robson sina tre kvalmatcher och avancerade till huvudturneringen. I den första omgången vann hon efter att hennes motståndare Ayumi Morita fått ge upp. Hon förlorade i andra omgången mot Anabel Medina Garrigues

### 2012
Robson kvalificerade sig till huvudturneringen i Australiska öppna men förlorade i första omgången. För första gången i karriären blev hon medlem i Storbritanniens Fed Cup-lag för att spela i Europa / Afrika-grupp 1 match på Eilat i Israel den 1–4 februari 2012. I gruppspelet spelade hon dubbel med Heather Watson och tillsammans besegrade de par från Portugal, Nederländerna och Israel i gruppspelet. Robson och Watson behövde inte spela playoffmatchen mot Österrike eftersom Anne Keothavong och Elena Baltacha vann sina singlar och med en 2–0-ledning hade de kvalificerat sig för en plats i World Group II-playoff i april 2012. De föll dock mot Sverige i playoffomgången.
Robson förlorade i den tredje kvalomgången i Franska Öppna 2012 på Roland Garros. Men då Silvia Soler-Espinosa drog sig ur fick hon spela i huvudturneringen som en lucky loser. I första omgången fick hon möta Anabel Medina Garrigues och föll. Hon nådde senare andra omgången av 2012 AEGON International och med det resultatet tog hon sig in på topp 100 i rankningen för första gången i sin karriär. 

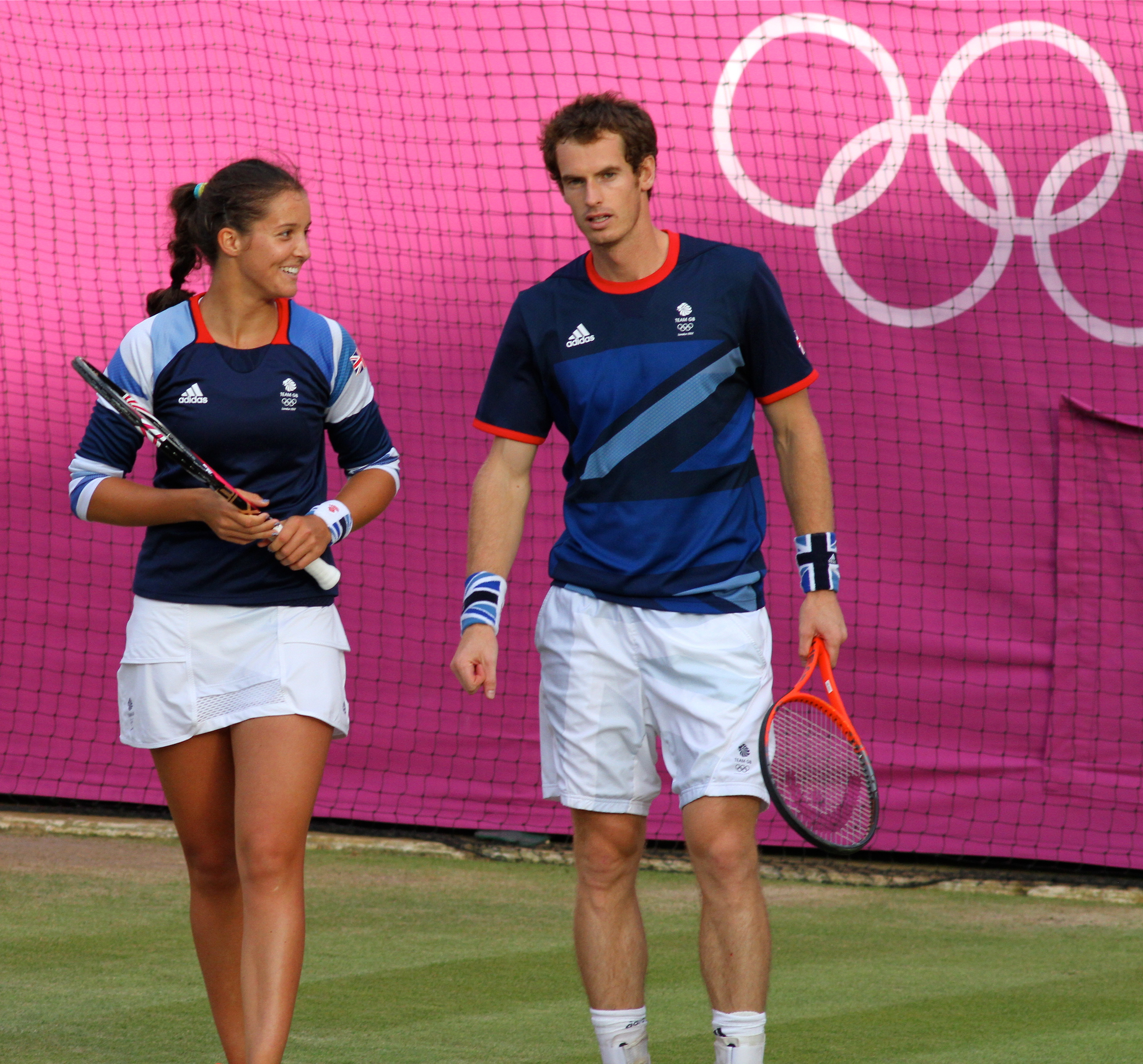
Laura tillsammans med Andy Murray i mixed dubbel i London OS 2012, Wimbledon, London.

I Wimbledon åkte hon ut i första omgången i huvudturneringen.
Efter Wimbledon spelade hon i XXV Italiacom Open i Palermo där hon nådde sin första semifinal i WTA. På vägen dit chockade hon genom att besegra den 27-rankade Roberta Vinci i raka set. I semifinalen besegrades Robson av Barbora Záhlavová- Strýcová i tre set. Robson fick sedan ett wild card till Swedish Open 2012 men förlorade sin första match mot Anabel Medina Garrigues.
Hon fick en sen plats i damernas singel på London OS 2012 efter att Petra Martic dragit sig ur. Hon vann sin match mot Lucie Safarova i första omgången. I andra omgången föll hon mot Marija Sjarapova. Hon tävlade också i dubbeln med Heather Watson men förlorade i den första omgången mot Angelique Kerber och Sabine Lisicki. Hon fick då ett wildcard att spela i mixeddubbeln med Andy Murray. De nådde finalen där de blev slagna av det vitryska paret Victoria Azarenka och Max Mirnyi.
Robsons WTA-rankning gav henne direkt tillträde till huvudturneringen av 2012 US Open. Där besegrade hon Samantha Crawford i den första rundan. I den andra omgången besegrade hon tidigare US Open-mästaren Kim Clijsters i Clijsters sista singelmatch innan hennes pension. Robson nådde därmed den tredje omgången i en Grand Slam-turnering för första gången i sin karriär och blev den första spelaren att slå Clijsters i US Open sedan 2003. Hon fortsatte sina framgångar genom att ta sin första seger över en topp tio-spelare i den tredje omgången mot Li Na. Robson blev därmed första kvinnliga brittiska tennisspelare att nå den fjärde omgången av en Grand Slam-turnering sedan Samantha Smith gjorde det i Wimbledon 14 år tidigare, men där besegrades hon av titelförsvararen Samantha Stosur.
Laura Robson spelade sedan 2012 Guangzhou Open där hon tog sig till sin första WTA Tour final mot Hsieh Su-Wei. Detta var den första WTA-singelfinalen för en brittisk kvinna sedan Jo Durie 1990. I finalen föll hon men resultatet tog henne upp till 57:e plats på rankningen. Hon blev senare seedad för första gången i en WTA turnering när hon seedades som #8 i HP Open i Japan.
Robson meddelade i maj 2022 att hon avslutar den professionella tenniskarriären på grund av upprepade skador.

## Statistik

### Olympiska Spel: 1 (0–1)

#### Mixed dubbel: 1 (0–1)
| Resultat | År   | Mästerskap       | Underlag | Partner     | Motståndare                  | Setsiffror       |
| -------- | ---- | ---------------- | -------- | ----------- | ---------------------------- | ---------------- |
| Tvåa     | 2012 | OS I London 2012 | Gräs     | Andy Murray | Victoria Azarenka Max Mirnyi | 6–2, 3–6, [8–10] |

### Grand Slam Resultat
| Damsingel       |    |    |    |    |    |     |
| Australian Open | Ej | Q2 | Ej | 1R | 3R | 2–2 |
| French Open     | Ej | Ej | Ej | 1R |    | 0–1 |
| Wimbledon       | 1R | 1R | 2R | 1R |    | 1–4 |
| US Open         | Q3 | Q3 | 2R | 4R |    | 4–2 |
| Women's Doubles |    |    |    |    |    |     |
| Australian Open | Ej | QF | Ej | 1R | 1R | 3–3 |
| French Open     | Ej | Ej | Ej | Ej |    | 0–0 |
| Wimbledon       | 2R | 1R | 1R | 1R |    | 1–4 |
| US Open         | Ej | Ej | Ej | 1R |    | 0–1 |

### Grand Slam Finaler för Juniorer: 3 (1–2)
| Resultat  | Nr | Datum           | Turnering            | Underlag  | Motståndare             | Setsiffror    |
| --------- | -- | --------------- | -------------------- | --------- | ----------------------- | ------------- |
| Vinnare   | 1  | 3 juli 2008     | 2008 Wimbledon       | Gräs      | Noppawan Lertcheewakarn | 6–3, 3–6, 6–1 |
| Runner-Up | 2  | 31 januari 2009 | 2009 Australian Open | Hardcourt | Ksenia Pervak           | 3–6, 1–6      |
| Tvåa      | 3  | 30 januari 2010 | 2010 Australian Open | Hardcourt | Karolína Plíšková       | 1–6, 6–7(5–7) |

#### Junior Singlar
| Tournament      | 2008 | 2009 | 2010 |  |
| --------------- | ---- | ---- | ---- |  |
| Grand Slam      |      |      |      |  |
| Australian Open | A    | F    | F    |  |
| French Open     | A    | 2R   | A    |  |
| Wimbledon       | W    | F    | F    |  |
| US Open         | 3R   | 3R   | 3R   |  |